# Nabil Lahlou
Nabyl Lahlou (né en 1945 à Fès, au Maroc) est un metteur en scène de théâtre, dramaturge, et acteur Marocain, connu pour être un metteur en scène de théâtre et réalisateur de cinéma innovant, et est considéré comme l'un des metteurs en scène de théâtre marocains les plus influents des années 1980,,,,.

## Biographie
Il étudia le théâtre à Paris à l'école nationale supérieure des arts et techniques du théâtre ainsi qu’à l’académie Charles-Dullin, avant d’avoir enseigné à Kordj-el-Kifane en Algérie. Il écrivit des pièces de théâtre d’expression francophone et arabophone ; parmi ses pièces françaises figurent Ophélie n’est pas morte (1969) et L’Empereur Schrischmatury ou le testament bouffon (1975), et parmi ses œuvres arabophones Les Milliardaires (1968), Les tortues (1970) et Asseyez-vous sur les cadavres (1974). Son premier moyen métrage fut Les Mortes (1975), tandis que son premier long métrage fut Al Kanfoudi (القنفوذي) (1978).

## Théâtre
Lahlou met en scène sa première pièce al-Saȝaa au Maroc en 1965, puis part étudier en France, d'où il revient en 1970.
Nombre de ses œuvres refondent les œuvres shakespeariennes afin de mieux les inscrire dans le contexte du Maroc postcolonial, de façon homologue à la manière dont Akira Kurosawa reprit aussi la trame narrative du dramaturge élisabéthain au sein d’un Japon médiéval. Écrite en 1968, sa pièce Ophélie n’est pas Morte est influencée par le personnage homonyme de Hamlet. Soutenue financièrement par le Ministère de la Culture marocain, la pièce fut donnée en 1969 par la « Compagnie de Théâtre Universitaires » de Lahlou. Dans la pièce, les deux personnages de Shakespear, que sont Hamlet et Macbeth, sont présentés dans un micro-drame où les personnages sont volontairement paralysés et leur jeu limité par l’utilisation de béquilles ou de fauteuils roulants,. En outre, sa production d’al-Salahef (Les Tortues) a été considérée comme une percée,.

## Filmographie
- Les mortes (1975)[9],[10]
- Al Kanfoudi (الڭنفودي) (1978)

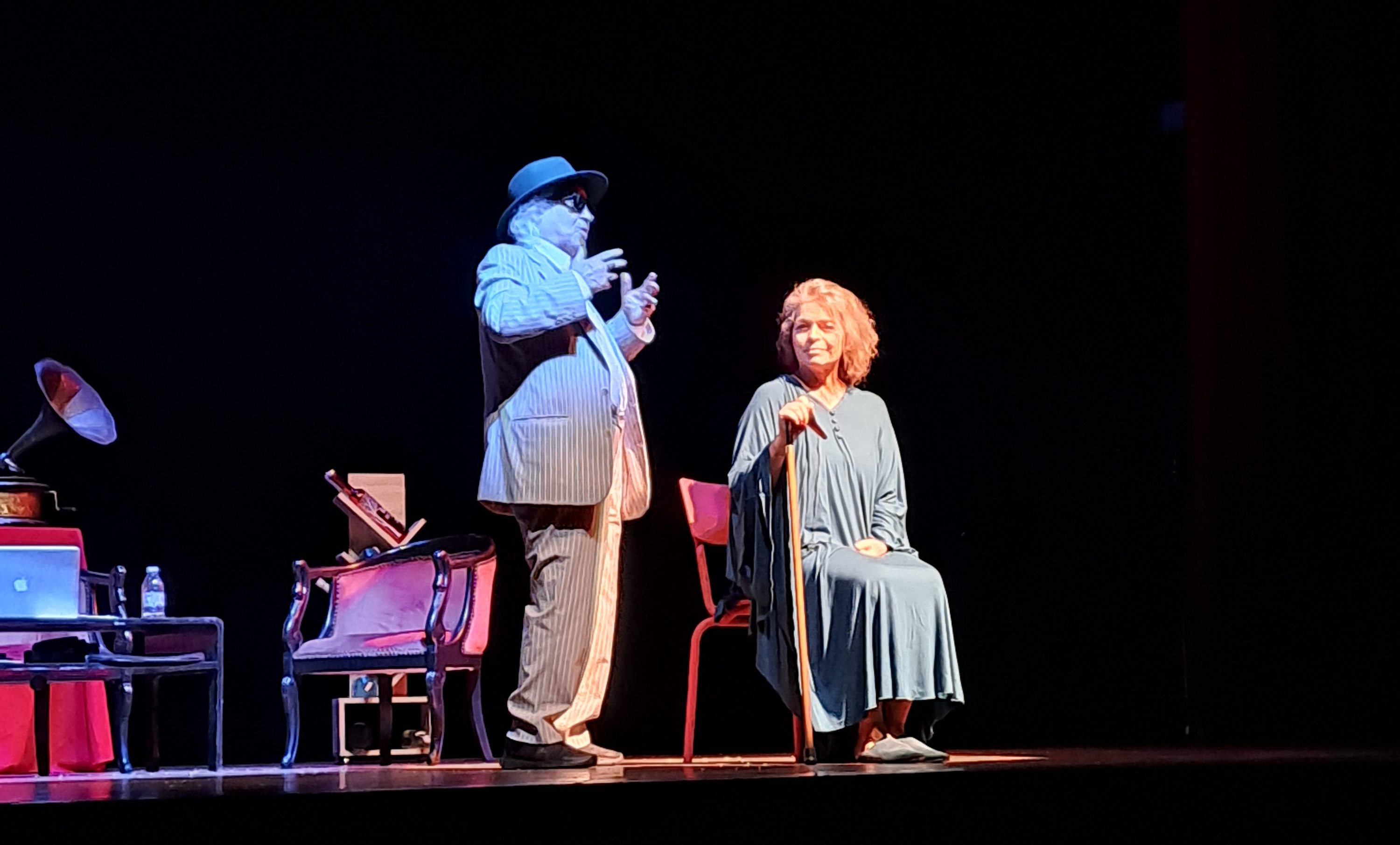
Sophia Hadi et Nabil Lahlou sur la scène du Théâtre national Mohammed-V

- Le Gouverneur Général de l'île Chaker Baker Ben (1980)
- Brahim yach ? (براهيم ياش؟) (1982)
- L'âme qui braie (1984)
- Komany (1988
- La Nuit du crime (1992)
- Les Années d'exil (2002)
- Tabite or not Tabite (2005)
- Regarde le Roi dans la Lune (2011)